# 名古屋火力発電所
名古屋火力発電所（なごやかりょくはつでんしょ）は、かつて名古屋市港区大江町に存在した火力発電所である。1925年（大正14年）より1964年（昭和39年）にかけて運転された。
戦前期の大手電力会社である東邦電力が建設。1939年（昭和14年）に日本発送電へと出資され、1951年（昭和26年）から廃止までは中部電力に帰属した。石炭火力発電所時代の出力は最大で12万9000キロワット。1954年（昭和29年）に重油混焼・専焼の石油火力発電所に改造されてからの出力は14万キロワット。
廃止後の1967年（昭和42年）、中部電力によって跡地にガスタービン発電所の名火発電所（めいかはつでんしょ、出力3万キロワット）が建設され、1985年（昭和60年）の廃止まで運転された。本項ではこの発電所についても記述する。

## 歴史

### 建設の経緯
1920年代初めの名古屋地区では、紡績・毛織などの軽工業を中心に電力需要が急増し、同地区に電力を供給していた東邦電力では冬季渇水期の供給力不足が目立っていた。主要電源としては前身の名古屋電灯時代に建設された長良川発電所（出力4200キロワット）や木曽川の八百津発電所（出力8700キロワット）があり、木曽川・矢作川開発にあたる姉妹会社大同電力からも大量に受電していたが、これらはいずれも水力発電によるため、渇水期には発電量が減少した。渇水期の補給電源として市内に熱田火力発電所があったが、出力は1万キロワットに過ぎず、冬季に供給力不足を招く要因となっていた。
渇水期の補給火力発電力増強を目指し、名古屋電灯では名古屋港六号地埋立地（大江町）に出力1万2500キロワットの発電所を建設すべく1920年（大正9年）に機械を発注した。しかし大同電力の関西送電計画が進捗すると、大阪方面での予備火力発電に都合がいいという理由で機械は同社へ転用されて毛馬発電所（1922年10月運転開始、大阪市旭区）に据え付けられ、名古屋での新発電所建設は白紙となった。
名古屋電灯が東邦電力へと改組された後、当時の副社長松永安左エ門により、名古屋地区の電力需要の2倍に相当する7万キロワットの設備を持つ巨大火力発電所の建設が決定された。新発電所の用地は名古屋電灯時代の計画と同様に大江町に決定。1924年（大正13年）4月1日社内に名古屋火力建設所が設置された。着工は同年6月2日。建設にあたっては水力発電事業者から反対論が出、逓信省も許認可を渋ったが、東邦電力の技師宮川竹馬（後の四国電力初代社長）が冬季の尖頭需要を火力発電で処理すれば建設費を節約でき石炭消費量も少量で済むので電力原価は低下する、と力説し許可を得たという。

### 1・2号機の設置

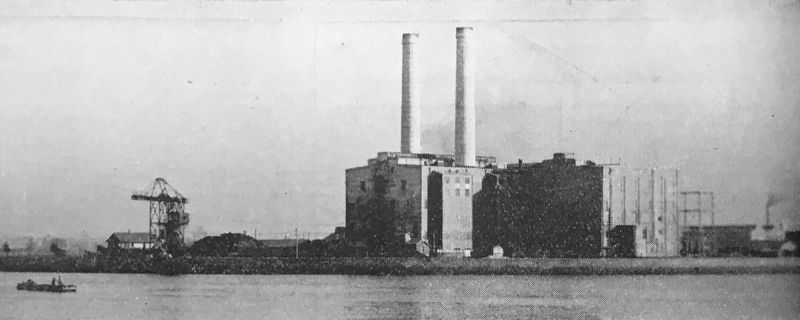
発電所遠景

名古屋火力発電所の建設は2段階に分けて進められ、まず1925年（大正14年）10月16日に第1期工事が竣工、翌1926年（大正15年）12月6日に第2期工事が竣工した。第1期はボイラー4缶（1 - 4号）と2号タービン発電機、1号所内用タービン発電機の設置、第2期は1号タービン発電機の設置からなる。前者が完了した1925年11月15日には来賓を招いて落成式が挙行されている。
タービン発電機1台の容量は3万5000キロワットであり、当時大容量発電所として知られた日本電力尼崎火力発電所（兵庫県）の2万5000キロワット発電機を超える日本では前例のない規模のものであった。製造者はアメリカ合衆国の電機メーカーゼネラル・エレクトリック (GE) で、三井物産を通じて輸入。その注文自体がニューヨーク・タイムズで報道されるほどであった。
大容量ではあるが水力発電との併用（水火併用）を前提に渇水期の補給用として運転される発電所のため、例えば運転開始1年間（1926年10月末まで）の運転回数が122日・計1067時間18分に過ぎないように、7万キロワットの発電を常時続けるわけではない。従って建設費の圧縮が図られており、冷却水の放水路を地下浅くに施工する、名古屋港に面するにもかかわらず石炭揚陸設備を艀取り用に留める、炭滓の搬出も艀で行う、など簡素な設計とされた。一方で送電の安定性に関わる部分は重点投資されており、補助機の二重化や発電所内部の重要機器を独立電源系統で運転するための所内用タービン発電機設置などの措置が採られている。
発電所の認可出力は当初3万5000キロワット（他に機械予備として3万5000キロワット）であったが、1929年4月に5万2000キロワットへ出力変更されている。

### 3号機の設置
1930年代に入り景気が好転して電力需要が増加すると、東邦電力は飛騨川開発の再開とともに名古屋火力発電所を増設する計画を立てた。第3期工事は1934年（昭和9年）2月に着手され、まず翌1935年（昭和10年）6月28日に5号ボイラーが完成する。同時に認可出力が5万3000キロワットから7万1000キロワット（どちらもうち1000キロワットは所内用）へと増強された。さらに同年12月31日、6・7号ボイラーと3号タービン発電機（出力3万5000キロワット）が完成し、翌1936年（昭和11年）2月3日に8号ボイラーと2号所内用タービン発電機も完成して第3期工事は完了した。認可出力については増設により10万6000キロワットを経て10万9000キロワットに引き上げられた。
3号タービン発電機はドイツの電機メーカーAEG製である。当時、国産品の使用が盛んに奨励されていたが、10か月という短い納期かつ低価格という条件を国内メーカーが満たせなかったため国外製を利用している。
3号機据付工事中、既設1号・2号タービン発電機を運転休止中に電圧調整・力率改善用の調相機としても使用できるように変更する改造工事が行われ、1937年（昭和12年）3月に1号機、同年5月に2号機がそれぞれ調相機としての運転が開始された。

### 4号機の設置
1936年になると、需要拡大で翌年以降ピーク時に供給力不足に陥ると想定されたため、タービン発電機のみの増設で発電力を増強しうるとして4号タービン発電機の増設を決定した。この第4期工事は1937年6月に着手され、同年12月1日に竣工している。完成に伴い11日より認可出力は12万9000キロワットとなった。
4号機は国内の三菱重工業製。3号機は国外メーカー製であったが、3号機増設からの1年半の間に技術水準が向上し価格・納期ともに遜色ないため国内メーカーに切り替えたという。
名古屋火力発電所の増設はこの4号機で終了した。以後も需要増加にあわせて火力発電能力の増強を要したが、これは中部地方の主要電力会社の合同による中部共同火力発電名港火力発電所（1939年1月第1期工事竣工）建設によって賄われた。

### 日本発送電から中部電力へ
日中戦争下で電力国家管理政策が進められると、新設の国策会社日本発送電に出力1万キロワット超の火力発電設備を集めることとなり、東邦電力では1939年（昭和14年）4月1日の日本発送電設立とともに名古屋火力発電所を同社へ現物出資した。太平洋戦争下では空襲被害を受け1944年（昭和19年）12月18日に発電停止を余儀なくされたほか、その直前の東南海地震、翌月の三河地震の双方で被害があった。戦災復旧工事が終了するのは戦後、1948年（昭和23年）12月のことである。
戦後の電気事業再編成により1951年（昭和26年）5月1日に中部電力が発足すると、名古屋火力発電所は同社へ譲渡された。この当時、戦後復興のため電力需要が急増しており、渇水期には火力発電所の全出力運転を加えても需給が逼迫する状態であった。対策として中部電力では日本発送電から引き継いだ名古屋火力発電所・名港火力発電所・清水火力発電所（静岡県）の増設に着手する。うち名古屋火力発電所ではボイラーの能力低下を補う工事が行われている。
中部電力発足時、設備出力14万4000キロワット（うち4000キロワットは所内用）に対し認可出力は12万9000キロワットであったが、老朽化に加え炭質低下で8 - 9万キロワット程度しか発電できなくなっていた。発電力を早期に引き上げるべく、まず5 - 8号ボイラーを石炭・重油混焼に改造する工事が行われ、1952年（昭和27年）8月着工、同年12月に完成した。次いで1 - 4号ボイラについて1954年（昭和29年）3月に重油専焼化改造が始められ、8月11日に3・4号ボイラー、10月16日に1・2号ボイラーがそれぞれ重油専焼で運転を開始している。この重油専焼改造で認可出力は14万キロワットに引き上げられた。

### 廃止とガスタービン発電所建設
中部電力発足4年後の1955年（昭和30年）、三重県四日市市に三重火力発電所が新設された。次いで1959年（昭和34年）には名古屋火力発電所と同じ名古屋港に新名古屋火力発電所が建設され、1963年（昭和38年）には四日市市に四日市火力発電所も出現した。この間発電機は大型化し続けており、1960年（昭和35年）以降に導入された新名古屋火力2 - 6号機および四日市火力1 - 3号機はすべて22万キロワット発電機である。
こうした大型火力が出現する中、名古屋火力発電所では東邦電力・日本発送電時代を超える発電が行われ、特に1960年から1962年（昭和37年）にかけての3年間には年間発電量が毎年4億キロワット時を超える状態が続いた。だがこの最盛期は短期間であり、1号所内用タービン発電機の廃止（1956年12月21日）に続いて1963年（昭和38年）3月末をもって5 - 8号ボイラー、3・4号タービン発電機、2号所内用タービン発電機が休止となった。そして翌1964年（昭和39年）4月1日付で名古屋火力発電所は廃止された。運転開始からの累計発電量は約58億2000万キロワット時であった。
廃止後、旧名古屋火力発電所設備のうち土地・建物・タービン発電機基礎・変圧器などを転用して尖頭負荷発電所を建設する計画が建てられた。この種の発電所は稼働率が低く（年負荷率5パーセント程度を想定）、建設費を圧縮する必要があるため、設備を可能な範囲で転用する目的で旧名古屋火力発電所跡地が選択されたのである。原動機は旧発電所の蒸気タービンではなくガスタービンエンジンを用いる（ガスタービン発電所）。発電所出力は3万キロワット。同発電所は1967年（昭和42年）5月29日に「名火発電所」として運転を開始し、1985年（昭和60年）6月18日付で廃止された。

### 年表
- 1924年（大正13年）
  - 4月1日 - 東邦電力社内に名古屋火力建設所設置。
  - 6月2日 - 名古屋火力発電所着工。
- 1925年（大正14年）
  - 10月16日 - 第1期工事竣工、1-4号ボイラーおよび2号タービン発電機設置（11月15日落成式）。
- 1926年（大正15年）
  - 12月6日 - 第2期工事竣工、1号タービン発電機設置。
- 1935年（昭和10年）
  - 6月28日 - 第3期工事一部竣工、5号ボイラー設置。
  - 12月31日 - 第3期工事大部分竣工、6・7号ボイラーおよび3号タービン発電機設置。
- 1936年（昭和11年）
  - 2月3日 - 第3期工事全面竣工、8号ボイラー・2号所内用タービン発電機設置。
- 1937年（昭和12年）
  - 12月1日 - 第4期工事竣工、4号タービン発電機設置。
- 1939年（昭和14年）
  - 4月1日 - 東邦電力から日本発送電へ出資。
- 1951年（昭和26年）
  - 5月1日 - 中部電力が継承。
- 1952年（昭和27年）
  - 12月 - ボイラー4缶（5-8号）を石炭専焼から石炭・重油混焼に改造。
- 1954年（昭和24年）
  - 8月11日 - 3・4号ボイラーを重油専焼に改造。
  - 10月16日 - 1・2号ボイラーを重油専焼に改造。
- 1956年（昭和31年）
  - 12月21日 - 1号所内用タービン発電機廃止。
- 1963年（昭和38年）
  - 3月31日 - ボイラー4缶（5-8号）と3・4号タービン発電機、2号所内用タービン発電機を休止。
- 1964年（昭和39年）
  - 4月1日 - 名古屋火力発電所廃止。
- 1967年（昭和42年）
  - 5月29日 - 跡地にガスタービン発電所「名火発電所」が運転開始。
- 1985年（昭和60年）
  - 6月18日 - 名火発電所廃止。

## 設備構成

### 名古屋火力発電所
1953年（昭和28年）3月末時点の設備概要は以下の通り。
- 1 - 4号ボイラー
  - 形式 ： CTM型
  - 汽圧 ： 24.6キログラム毎平方センチメートル
  - 汽温 ： 390度
  - 蒸発量 ： 最大86トン毎時
    - 竣工当時は73.7トン毎時。1938年12月から1939年12月にかけて86トン毎時への増強工事完成[3]

  - 製造者 ： バブコック・アンド・ウィルコックス（1924年9月製造）
- 5 - 8号ボイラー
  - 形式 ： CTM型
  - 汽圧 ： 24.6キログラム毎平方センチメートル
  - 汽温 ： 390度
  - 蒸発量 ： 最大90トン毎時
    - 1954年の重油専焼化で蒸発量を110トン毎時へ増強[3]

  - 製造者 ： バブコック・アンド・ウィルコックス（1934年5月製造）
- 1号タービン発電機
  - タービン形式 ： 復水式
  - タービン容量 ： 35,000キロワット
  - 発電機容量 ： 43,750キロボルトアンペア
  - 製造者 ： ゼネラル・エレクトリック（1925年製造）
- 2号タービン発電機
  - タービン形式 ： 復水式
  - タービン容量 ： 35,000キロワット
  - 発電機容量 ： 43,750キロボルトアンペア
  - 製造者 ： ゼネラル・エレクトリック（1924年製造）
- 3号タービン発電機
  - タービン形式 ： 復水式
  - タービン容量 ： 35,000キロワット
  - 発電機容量 ： 43,750キロボルトアンペア
  - 製造者 ： AEG（1935年製造）
- 4号タービン発電機
  - タービン形式 ： 復水式
  - タービン容量 ： 35,000キロワット
  - 発電機容量 ： 43,750キロボルトアンペア
  - 製造者 ： タービン＝三菱重工業長崎造船所・発電機＝三菱電機（1937年製造）
- 1号所内用タービン発電機
  - タービン形式 ： 復水式
  - タービン容量 ： 1,000キロワット
  - 発電機容量 ： 1,250キロボルトアンペア
  - 製造者 ： ゼネラル・エレクトリック（1924年製造）
- 2号所内用タービン発電機
  - タービン形式 ： 復水式
  - タービン容量 ： 3,000キロワット
  - 発電機容量 ： 3,750キロボルトアンペア
  - 製造者 ： AEG（1935年製造）

### 名火ガスタービン発電所
名火ガスタービン発電所時代の主要設備は以下の通り。
- ガスタービンエンジン
  - 形式 ： 1軸オープンサイクルガスタービン
  - 出力 ： 30,000キロワット
  - 燃料 ： ナフサ・灯油・重油・原油
  - 製造者 ： 三菱重工業
- 発電機
  - 形式 ： 同期発電機
  - 容量 ： 35,000キロボルトアンペア
  - 製造者 ： 三菱電機